# HMS Empress of India
HMS Empress of India – brytyjski pancernik z przełomu XIX i XX wieku. Należał do typu Royal Sovereign. Był jedynym okrętem Royal Navy noszącym tę nazwę. Pierwotnie miał nazywać się HMS „Renown”, ale nazwę zmieniono przed wodowaniem.

## Konstrukcja
Pancerniki typu Royal Sovereign zostały zaprojektowane przez sir Williama White'a. W momencie oddania do służby były najpotężniejszymi okrętami wojennymi na świecie.

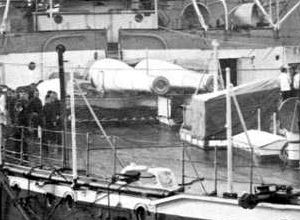
Rufowa barbeta dział 343 mm na „Empress of India”

HMS „Empress of India” posiadał artylerię główną kalibru 343 mm rozmieszczoną w dwóch dwudziałowych barbetach. Artyleria średnia składała się z 10 dział kalibru 152 mm, a lekka z 16 dział 57 mm i 12 dział 47 mm. Pancernik posiadał także siedem wyrzutni torpedowych (pięć nawodnych i dwie poniżej linii wodnej). Opancerzenie miało grubość 457 mm w pasie głównym, zmniejszając się po stronie dziobowej i rufowej do 356 mm, a w pasie górnym wynosiło od 102 do 76 mm.
Okręt miał wysoką wolną burtę, co poprawiało jego walory morskie przy znacznej masie. Początkowo jednak nadmiernie kołysał się na wzburzonym morzu, co zostało skorygowane przez zamontowanie stępki przechyłowej w latach 1894-1895.
W 1902 roku przeszedł modernizację, podczas której zostały usunięte nawodne wyrzutnie torpedowe, a działa 152 mm na górnym pokładzie zostały umieszczone w kazamatach.

## Historia służby
Stępkę pod budowę HMS „Empress of India” położono 9 lipca 1889 roku w stoczni Pembroke Dockyard. Wodowanie miało miejsce 7 maja 1891 roku, wejście do służby 11 września 1893 roku.
Rozpoczął swą służbę we Flocie Kanału. W 1894 i 1895 roku brał udział w manewrach Royal Navy. Był jednym z okrętów, który uświetnił otwarcie Kanału Kilońskiego w czerwcu 1895 roku. Od czerwca 1897 roku do września 1901 roku służył we Flocie Śródziemnomorskiej.
W 1902 roku przeszedł modernizację. Od maja tego roku w składzie Home Fleet, a od lutego 1905 roku we Flocie Rezerwowej, która w 1907 została przemianowana na Home Fleet (Flotę Domową). W sierpniu 1903 roku doznał awarii maszyn podczas manewrów połączonych flot Royal Navy. 30 kwietnia 1906 roku zderzył się z okrętem podwodnym HMS „A10”.
Od maja 1907 roku przebywał w rezerwie. 2 marca 1913 roku wyszedł na holu z Portsmouth w stronę Motherbank, ale zderzył się z niemieckim barkiem „Winderhudder” i musiał zawrócić w celu dokonania napraw. 4 listopada 1913 roku został zatopiony niedaleko Portland jako okręt-cel.
Wrak spoczywa na głębokości 46 metrów i jest dostępny dla nurków .